# اوزولینون
اوزولینون (انگلیسی: Ozolinone) یک داروی دیورتیک لوپ است که هرگز به بازار عرضه نشد.
این ماده یک متابولیت فعال اتوزولین است.